# Ctenotus dux
Ctenotus dux este o specie de șopârle din genul Ctenotus, familia Scincidae, descrisă de Storr 1969. Conform Catalogue of Life specia Ctenotus dux nu are subspecii cunoscute.